# Olympische Winterspiele 2010/Teilnehmer (Pakistan)
| Gelbes Symbol für Goldmedaillen mit stilisierten Olympischen Ringen | Graues Symbol für Silbermedaillen mit stilisierten Olympischen Ringen | Braundes Symbol für Bronzemedaillen mit stilisierten Olympischen Ringen |
| ------------------------------------------------------------------- | --------------------------------------------------------------------- | ----------------------------------------------------------------------- |
| —                                                                   | —                                                                     | —                                                                       |

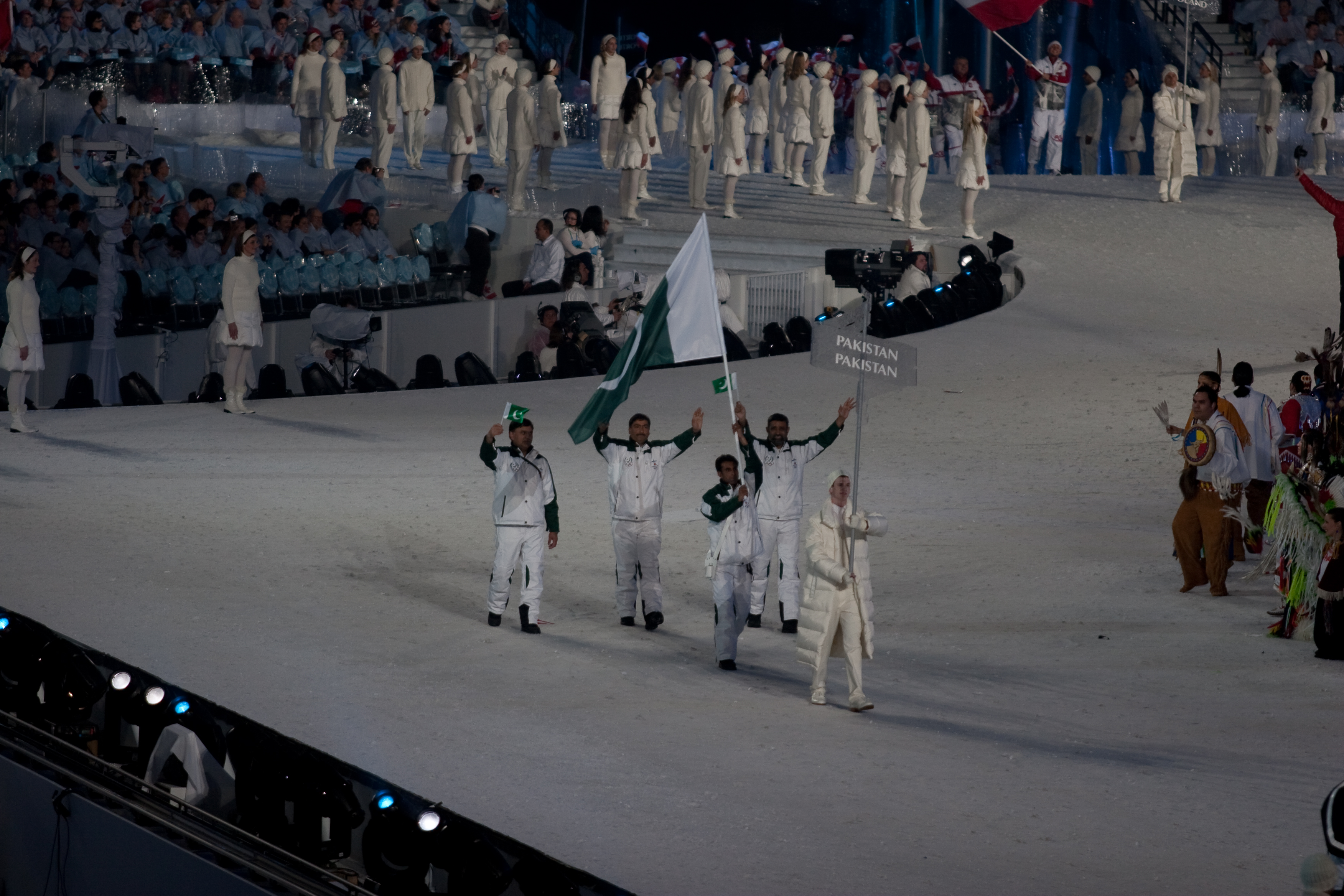
Einzug der pakistanischen Mannschaft

Pakistan nahm an den Olympischen Winterspielen 2010 im kanadischen Vancouver mit einem Sportler im Ski Alpin teil. Es war die erste Teilnahme des Landes an Olympischen Winterspielen.

## Teilnehmer nach Sportarten

### Ski Alpin
Männer
- Muhammad Abbas
Riesenslalom: 79. Platz